# Allium speculae
Allium speculae là một loài thực vật có hoa trong họ Amaryllidaceae. Loài này được Ownbey & Aase mô tả khoa học đầu tiên năm 1959.